# Эллипсоид Бесселя
Эллипсоид Бесселя — земной эллипсоид, определённый из измерений в 1841 году Фридрихом Бесселем.
В Европе он используется в таких страна как Германия, Австрия, Швейцария, Чехия и страны бывшей Югославии. Используется также в Индонезии, Японии, Эритрее и Намибии.
В 1950-е годы примерно половина всех триангуляций в Европе и 20 % на других континентах базировались на нём.
Использовался в Российской Империи и СССР вплоть до 1946 года. На основе эллипсоида Бесселя построена Советская параллельная Дуга.

## Параметры Элипсоида
Параметры эллипсоида Бесселя
большая полуось — 6377397.155 м
сжатие — 1 / 299.15281285

### Советская параллельная Дуга
Советская параллельная Дуга складывается из 2-х построений СК-32 и СК-35

#### СК-32 (Пулковская)
СК-32 — первая государственная система координат, появившаяся на территории СССР в 1932 году. Разработка программы по созданию первой государственной геодезической сети велись с 1907 по 1909 годы, ещё в Российской Империи под руководством генерала Корпуса военных топографов И. И. Померанцевым.
В соответствии с этой программой были произведены работы по построению замкнутых полигонов, в углах которых устраивались базисные стороны и астрономические пункты Лапласа. Построения производились в направлениях параллелей и меридианов методом триангуляционной сети 1 класса протяженностью порядка 1500 километров. При строительстве полигонов c периметрами в пределах 800—1000 км и со сторонами 200—250 км. Основой сети являются треугольники со сторонами 25-30 км и внутренними углами, не менее 40 градусов и точностью измерений в 0,7-0,9 секунды.
В 1910 году издается инструкция по производству измерений в триангуляции. Исходным пунктом принят центр Круглого большого зала в здании Пулковской обсерватории.
К 1917 году были выполнены работы по двум полигонам и начаты работы по третьему.
В 1924 года профессор Московского Межевого Института Ф. Н. Красовский начинает исследования по ГГС. Результатом становится модернизация схемы Померанцева, звеньями триангуляции II класса которые должны быть проложены от противоположных сторон полигона друг к другу с последующим заполнение свободных зон рядами триангуляции II и III класса.
В 1926 профессор Ф. Н. Красовский излагает в руководстве по высшей геодезии 1926 года издания, метод основанный на такой же схеме развития геодезических сетей
В 1928 году начинаются работы по построению ГГС.
В 1930 году параллельно с построением начинается и уравнивание восьми полигонов триангуляции I и II классов с участием Ф. Н. Красовского, А. А. Изотова и М. С. Молоденского. При этом за эллипсоид вращения приняли референц-эллипсоид Бесселя. Было выполнено ориентирование эллипсоида относительно начала триангуляционных построений — Пулково-Саблино. Кроме этого высотные отклонения на поверхности геоида были приравнены к нулевым значениям поверхности референц-эллипсоида. Для получения плоских прямоугольных координат поверхность эллипсоида проецировалась на плоскость с помощью равноугольной проекции Гаусса-Крюгера.
К концу 1932 года вычислительный процесс был завершен. Полученную систему координат назвали СК-32. После чего система координат СК-32 получила развитие в Казахстане, Средней Азии вплоть до Красноярска.

#### СК-35 (Свободненская)
Для выполнения задач «индустриального рывка» в 30-е годы XX века на Дальнем Востоке и Восточной Сибири, начиная с 1934 года, производятся работы по устройству на этой территории страны астрономо-геодезической сети. Исходным пунктом для этого приняли геодезический пункт Черниговский возле города Свободный с исходным астрономическим азимутом на пункт Гащенский и астрономическими координатами. Эти астрономические данные приравнены к геодезическим данным по подобию исходных СК32. Высоты в исходном пункте Черниговский были также приравнены к нулю в уровенной поверхности геоида и референц-эллипсоида Бесселя, который был принят за правильную поверхность. В результате этих работ по названию города уравненная сеть и система координат получила название Свободненская с датой 1935 года и аббревиатурой СК35. В 1936 году в районе города Красноярска были соединены общими пунктами две АГС.Эта система координат дала возможность заменить применявшиеся ранее в Сибири и на Дальнем Востоке следующие системы координат: Манчжурскую, Хабаровскую, Алданскую и др..

#### Прочие СК
Кроме этих двух систем, точно по таким же принципам выбора и ориентирования начальных исходных данных, использовались в разных регионах и другие Магаданская или Дебинская (1932г) в Калымо-Индигирском районе (1932), Петропавловская (1936) на Камчатке, Ташкентская системы координат (1936) в Средней Азии. В них также применялся эллипсоид Бесселя с его параметрами и размерами..

## МГГТ
Эллипсоид Бесселя до сих пор используется для определения плоских координат в местной системе координат Москвы.